# Camarón: Flamenco y revolución
Camarón: Flamenco y revolución és una pel·lícula documental espanyola del 2018 dirigida per Alexis Morante, produït per Lolita Films i Canal Sur Televisión, sobre el músic del flamenc Camarón de la Isla, coincidint amb el 26è aniversari de la seva mort.

## Sinopsi
El documental fa una retrospectiva sobre la vida i l'art de Camarón de la Isla, un retrat íntim en el qual els seus creadors han tingut accés a l'arxiu inèdit de la família i on es mostren vídeos, fotografies i documents de l'artista que ens aproximen a l'interior de la llegenda que va universalitzar el flamenc. Juan Diego actua com a narrador i ens conta dues històries paral·leles. D'una banda ens narra l'apassionant vida d'un gitano de Cadis, que va evolucionar el flamenc, i el va treure dels cercles reduïts en els que s'havia mogut sempre, per a convertir-lo en un fenomen de masses, així com les seves addicions, la seva malaltia i la seva mort. Per un altre, ens explica com va evolucionar Espanya des dels anys 50 fins a finals del segle xx.

## Crítiques
| «                                | "Un documental que treu a la llum un ingent i atractiu material d'arxiu tant de concerts com d'estampes domèstica del revolucionari Camarón de la Isla (…) Puntuació: ★★★ (sobre 5)" | » |
| — Quim Casas: Diari El Periódico | |   |

| «                                          | "Defectuosa però fascinant (...) Encara que la pel·lícula és de visionat obligatori per als fans del flamenc, no és capaç d'oferir res nou." | » |
| — Jonathan Holland: The Hollywood Reporter | |   |

| «                                    | "La pel·lícula és un festí per als seus admiradors, però també una invitació a qui encara no ho sigui (...) Puntuació: ★★★ (sobre 5)" | » |
| — Oti Rodríguez Marchante: Diari ABC | |   |

## Nominacions
74 edició de les Medalles del Cercle d'Escriptors Cinematogràfics
| Categoria                       | Resultat |
| ------------------------------- | -------- |
| Millor llargmetratge documental | Nominada |

XXXIII Premis Goya
| Categoria                    | Resultat |
| ---------------------------- | -------- |
| Millor pel·lícula documental | Nominada |

XXIV Premis Cinematogràfics José María Forqué
| Categoria                    | Resultat |
| ---------------------------- | -------- |
| Millor pel·lícula documental | Nominada |